# 圓益杯十段戦
圓益杯十段戦（えんえきはいじゅうだんせん、원익배십단전）は、韓国の囲碁の棋戦。2005年に開始、2013年まで8期行われた。
- 主催 囲碁TV、京郷新聞、韓国棋院
- 後援 圓益
- 優勝賞金 (1期) 2500万ウォン → 3500万ウォン → 5000万ウォン

また2012年に、同じ圓益グループ後援による圓益杯女流十段戦が開催された。

## 方式
- 出場者は、前期上位シード4人、スポンサー指名1人、予選通過者39人の計44人。トーナメント方式で、決勝は三番勝負。
- 持時間は各10分、40秒の秒読み3回
- コミは6目半

## 歴代優勝者と決勝戦
（左が優勝者）
1. 2006年 李昌鎬 2-1 朴永訓
2. 2007年 安祚永 2-1 白洪淅
3. 2008年 李昌鎬 2-0 睦鎮碩
4. 2009年 朴廷桓 2-0 白洪淅
5. 2010年 朴廷桓 2-1 李昌鎬
6. 2011年 李世乭 2-1 姜儒澤
7. 2012年 崔哲瀚 2-0 姜東潤
8. 2013年 姜東潤 2-0 朴永訓

## 圓益杯女流十段戦
圓益杯女流十段戦（えんえきはい じょりゅうじゅうだんせん、원익배 여류십단전）は、2012年に1期開催された。
- 主管 韓国棋院
- 主催 囲碁TV、京郷新聞
- 後援 圓益、圓益IPS、圓益マテリアルズ
- 優勝賞金 1000万ウォン

### 方式
- 女流ランキング上位2名（1回戦シード）と、予選勝ち抜き者12名の、計14名によるトーナメント戦。決勝は一番勝負。
- 優勝者・準優勝者は圓益杯十段戰本戦の参加権を得る。本戦トーナメント参加者は、圓益杯十段戦の予選参加権を得られる。
- 持時間は各10分、40秒の秒読み3回
- コミは6目半

### 優勝者と決勝戦
- 第1期 2012年 趙惠連 - 金惠敏

### 第1期トーナメント
- 1回戦 高周延 - 朴昭炫、金侖映 - 李知炫、金娜賢 - 權孝珍、金惠敏 - 呉政娥、李映周 - 呉侑珍、崔精 - 金美里
- 2回戦 趙惠連（シード） - 高周延、金侖映 - 金娜賢、金惠敏 - 李映周、朴鋕恩（シード） - 崔精
- 準決勝 趙惠連 - 金侖映、金惠敏 - 朴鋕恩
- 決勝戦 趙惠連 - 金惠敏

### 注
1. ↑  囲碁TV「원익배 여류십단전」
2. ↑  韓国棋院「초대 여류십단 주인공은 조혜연 9단!」2012.10.16
3. ↑  TYGEM「여류十段 초대왕관은 조혜연!」2012.10.16